# Меланезийская мифология
Меланезийская мифология — это комплекс мифологических представлений меланезийцев — жителей архипелагов и островов Меланезии, а также отдельных районов Новой Гвинеи. Характер и уровень развития мифологических представлений и мифологического фольклора у меланезийцев определяется такими факторами, как значительная этническая и языковая разобщённость и сохранение (до прихода европейцев) общинно-родового строя, пережившего в разных районах различные стадии развития. На верованиях также оставили свой отпечаток контакты меланезийцев с соседними этносами, в первую очередь — папуасами и жителями островов Полинезии.

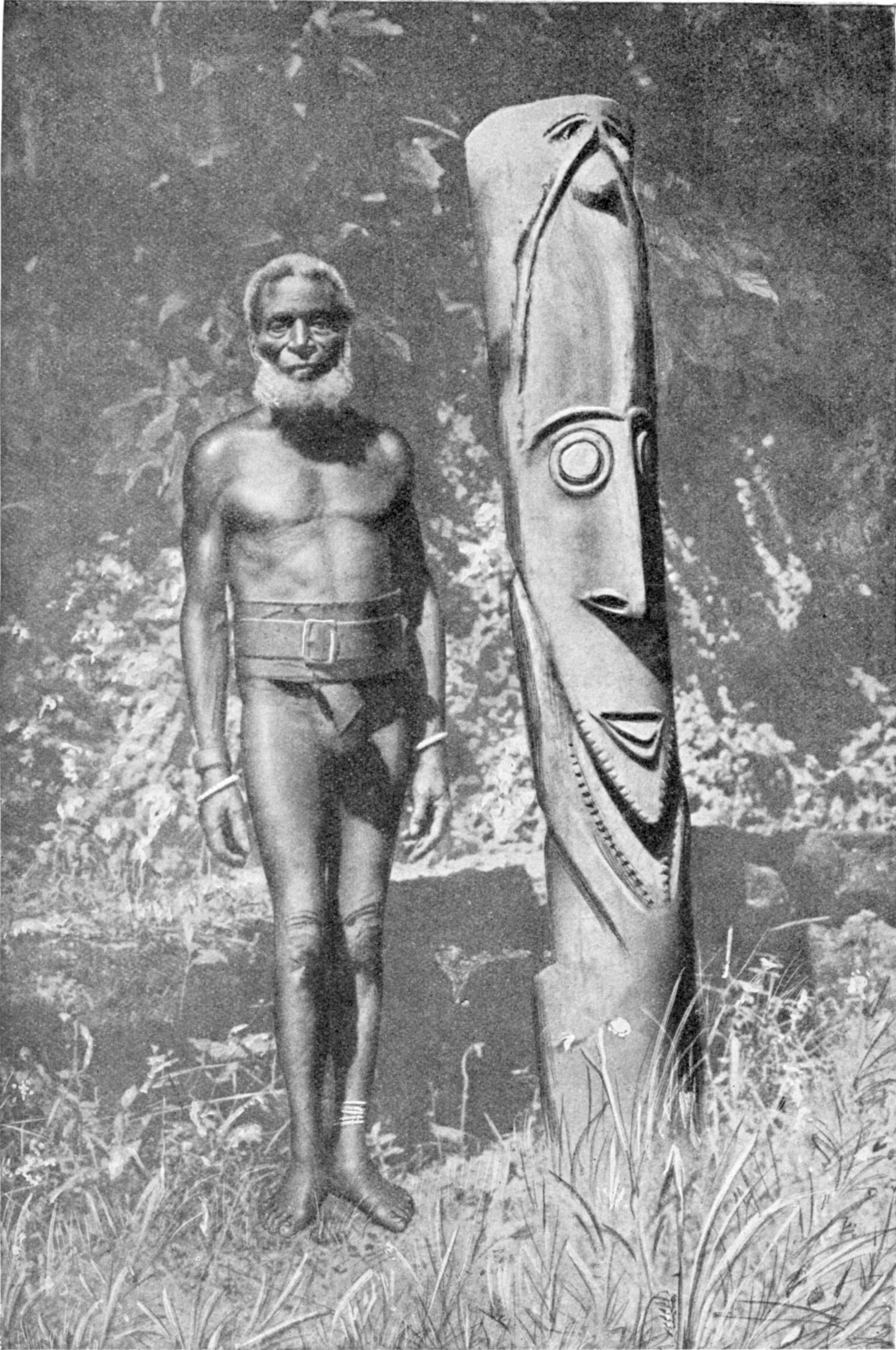
Тотемный столб сакрального леса на острове Амбрим

Значительное место в верованиях занимают мифы о сотворении мира, которые обнаруживают довольно слабую связь с аграрными культами и ритуалами и имеют определенную тенденцию, с одной стороны, к преобразованию в волшебные сказки, с другого — к развитию героических мотивов. Наиболее архаические версии мифов, в которых демиургами выступают могущественные одинокие существа — духи-змеи (или антропоморфные духи, способны перевоплощаться в змей): То Лагулагу (гуантуна), Агунуа (Сан-Кристобаль), Нденгеи (Фиджи), Вонайо (остров Расселл), Кват и Кахаусибваре (Соломоновы острова), хтоническое существо Виндоне (Новая Каледония) — старуха, с которой связывают добывание огня, пресной воды и появление смерти. Агунуа — главный дух (фигона), воплощенный в огромной змее; в отличие от большинства местных фигон, которые предстают в виде женщин, он предстаёт в образе мужчины. Агунуа создал море, землю, животных, гром и молнию, дождь. С ним связаны ритуалы и церемонии, в том числе жертвование ему первых плодов, и песни магического характера.

## Культурные герои

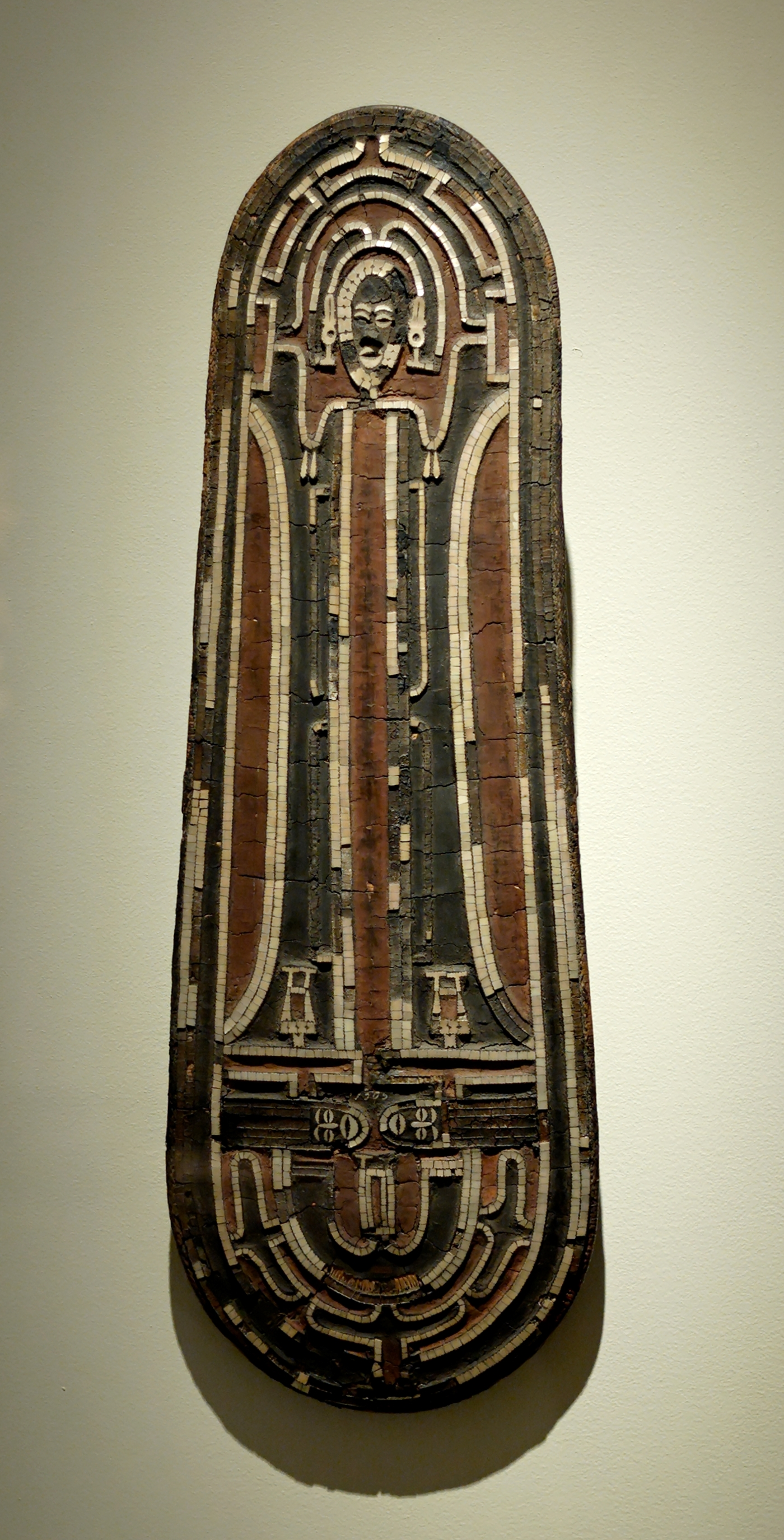
Церемониальный щит. Соломоновы острова

Однако главенствующими в верованиях являются мифы о культурных героях, братьях-близнецах или о ряде братьев (двенадцать или пять; последние отчасти идентифицируются с пятью пальцами руки):
- гуантуна — это То Кабинана и То Карвуву (или То Пурга), сыны То Лагулагу;
- на Новых Гебридах — Тагара с братьями или Амбат (Камбат) с четырьмя братьями;
- на Соломоновых островах — Варохунука и братья;
- на островах Банкс — двенадцать братьев во главе с Кватом.

Братья выступают как «первосоздатели» — творцы всей материи, явлений природы, животного и растительного мира, заселённых островов. Им также часто приписывают создание людей (они вырезают человеческие фигурки из дерева, лепят из земли, создают из кокосового ореха, чертят их изображения на песке и т. п.), а также всех элементов социума. Своими «первыми» действиями в разных сферах братья открывают охоту, рыбалку, возделывание земли, становятся творцами первых орудий, домов, лодок, музыкальных инструментов, а также — первых трудовых навыков и социальных устоев (дуальной экзогамии и прочих). Существует точка зрения, согласно которой сама концепция двух братьев-первосоздателей обязана мифологическому переосмыслению дуальной организации родового коллектива. К «первым» поступкам братьев сводилось сформированное основание жизни и поведения людей, ритуальная практика, в том числе и такие явления, как война, людоедство, вражда, кражи и т. п.. Как правило, братья-демиурги довольно последовательно противопоставляются друг другу: по обыкновению первый (старший) брат наделен мудростью, изобретательностью, чувством достоинства, именно он создает культурные блага, которые обеспечивают нормальную жизнь, в то время как второй (младший) брат, коварный, неразборчивый в средствах и глупый, портит созданное первым и сам создает вредные вещи. Особенно выделяются мифы о возникновении смерти, впрочем, не всегда связанные с поступками культурных героев. Согласно этим мифам, люди сначала не умирали, меняя кожу подобно змеям, но потом из-за чьего-то вмешательства потеряли эту способность и стали смертными.
Братья могут выступать одновременно и как персонажи героико-мифологических сказаний, которые лишь частично связаны с «культурными» темами. Типичный пример героико-культурного сюжета — рассказ об убийстве Амбатом гигантского моллюска, о преобразовании его после гибели в остров и об освоении этого острова для нормальной жизни. Другие героические сюжеты описывают столкновения между жителями разных островов, конфликты на почве межплеменной вражды, кровной мести, борьбы за женщин, ценные предметы (например, война за пояс, сделанный из раковин жемчужных моллюсков). Особенно характерна тема распрей между братьями: много сказаний повествуют о ряде столкновений одного брата, настоящего героя (здесь он может быть младшим) с другими, которые завидуют его возможностям и успехам, стремятся его уничтожить, но потерпят неудачу (сказ о Варохунугамванехаора и его соперниках).

## Анимизм

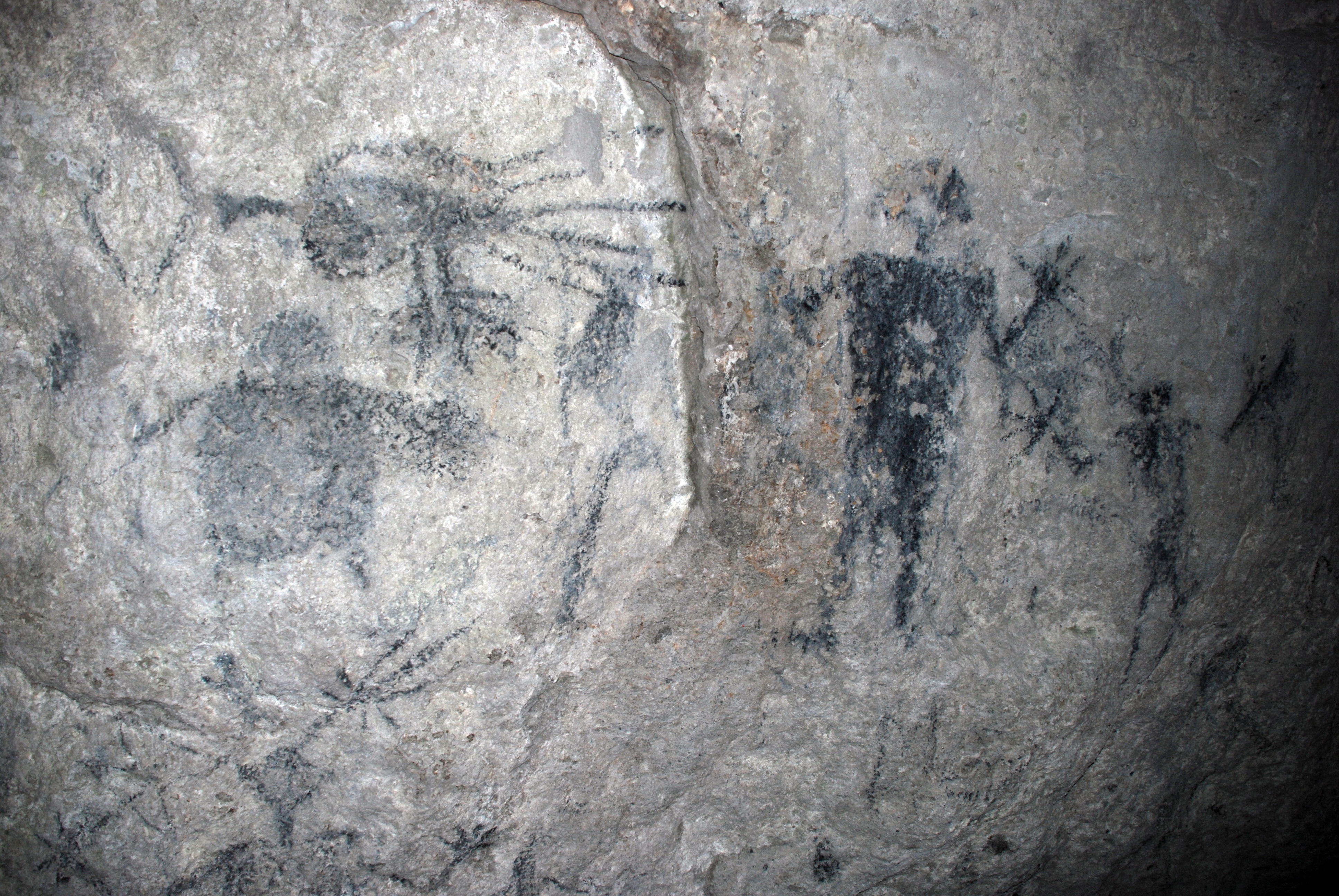
Наскальные рисунки из пещеры острова Лелепа, Вануату

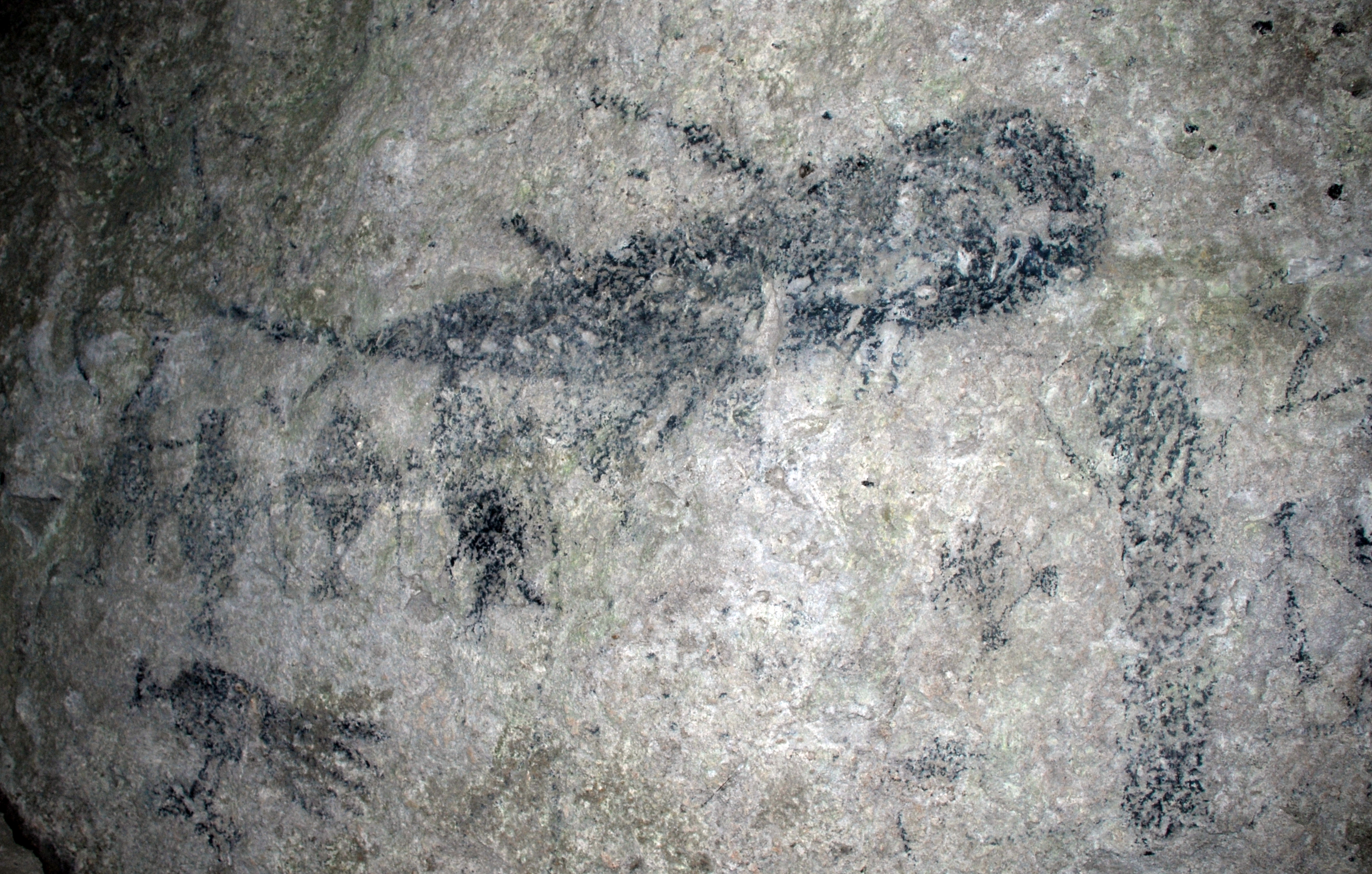
Наскальные рисунки из пещеры Фелза (остров Лелепа)

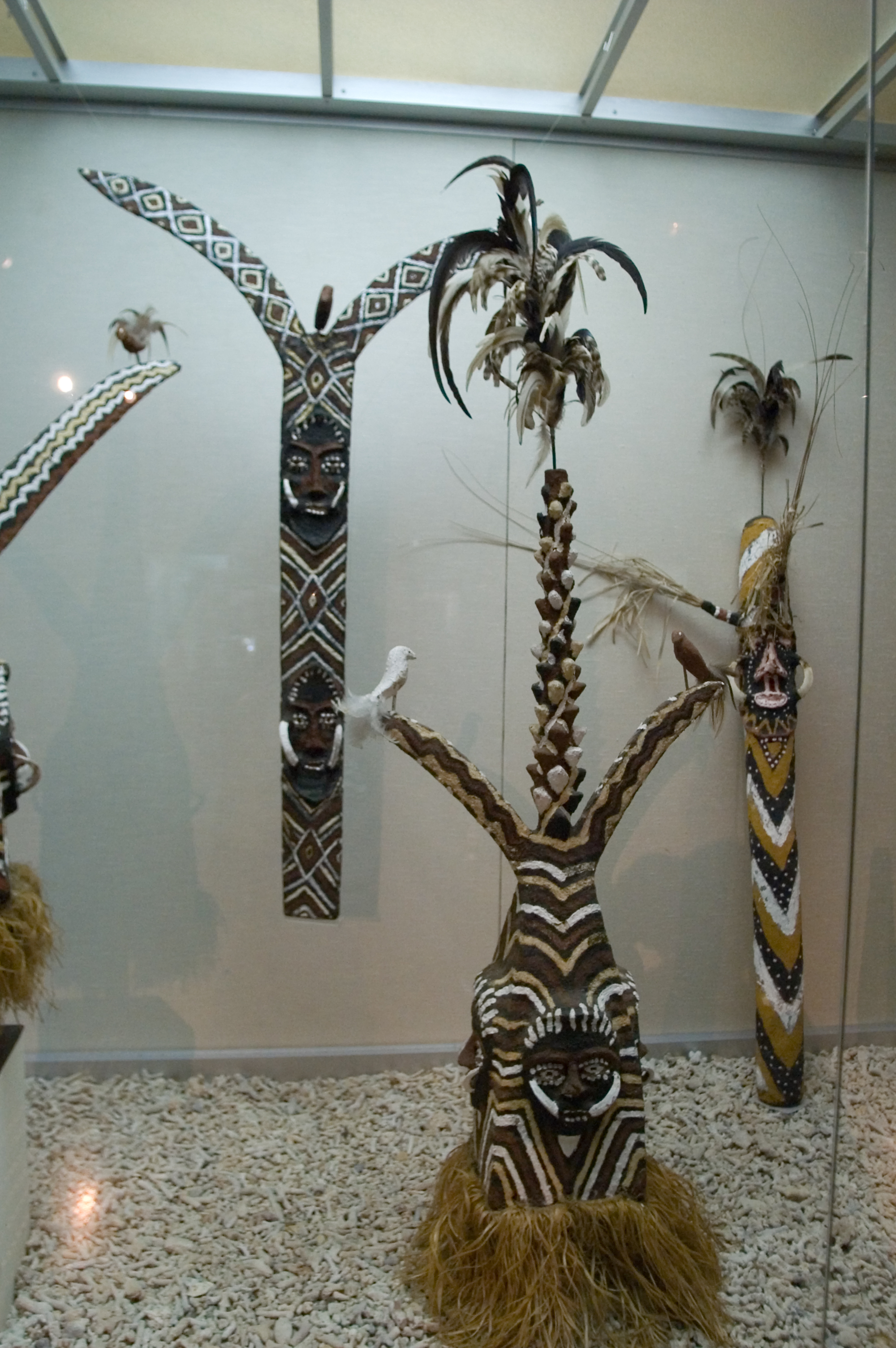
Ритуальная резьба по дереву. Вануату

Большое развитие у меланезийцев получили анимистические представления. Духи природы — это чаще всего мифические «хозяева», существа с антропоморфными чертами, нередко способные к разным перевоплощениям (в животных, рыб, растения). У гуантуна духов (кая) представляли в виде огромных змей с человеческими головами; считалось, что они живут на рифах или в норах, в дуплах деревьев. С кая связывали разрушительную деятельность природных сил. Подобные представления о человекоподобных существах, которые отличались один от другого какими-то безобразными признаками (теме), отмечены на Новых Гебридах. Хотя некоторые духи, как считалось, были когда-то людьми, их не ассоциировали с предками. Тем не менее представления о них обнаруживают функциональные связи с культом предков: места пребывания духов связывают с родовыми сакральными местами, почитание их включается в годовые ритуалы плодородия. На острове Сан-Кристобаль распространенные представления о фигона (хигона) — невидимых духах, которые живут в водоемах, среди скал или на больших деревьях и способных воплощаться в змей. Вместе с фигона известны адар (атару) — духи моря, деревьев, берега (этим же названием обозначался класс духов умерших), которые причиняют людям вред, но передают им также во сне искусство танца. К фигона и адар обращались для поддержки перед военным походом.
У меланезийцев отмечены представления о демонических существах:
- полулюдей-полурыб, которые обычно топят людей;
- безносые небольшие человечки с одним глазом на лбу, которые имеют способность проходить сквозь скалы;
- лесные дикие люди — мастера колдовства.

Хотя во многих местах Меланезии духи природы и духи умерших называются одинаково и между ними прослеживаются некоторые связи, принципиальные представления о смерти, о духах умерших, о земле умерших, равно как и связанный с ними фольклор, представляют самостоятельную область. Типичные представления об уходе духов умерших в «свою» землю, которая обычно находится на острове, под землей или под водой и т. п., о пути духов, о средствах переправы в землю умерших, о её устройстве и образе «жизни» в ней. Согласно представлениям жителей острова Лау (Фиджи), на пути к земле духов умершие попадают на высокую скалу, откуда зовут волну или лодку, или перебираются туда через дерево, наклоненное над лагуной. Вместе с тем духи умерших долго (или даже постоянно) находятся вблизи от дома или в дому. Считалось, что дух умершего может войти в новорожденного грудного ребенка, воплотиться в камень, животного, птицу, рыбу. Известны рассказы об акулах, личных покровителях, которых их хозяева посылают убивать своих врагов, об охоте духов на людей, о нападениях на женщин. Адар, схваченный мужчиной и отцом убитых им женщин, вынужден дать магическое средство для воскресения убитых им (остров Сан-Кристобаль).

## Мана
Мифологические представления меланезийцев в значительной мере обуславливались концепцией маны, которая предусматривала существование у людей, животных, предметов особой жизненной силы. Считалось, что такой силой владеют предки, на этом представлении основывалась магическая практика общения с предками.

## Тотемизм

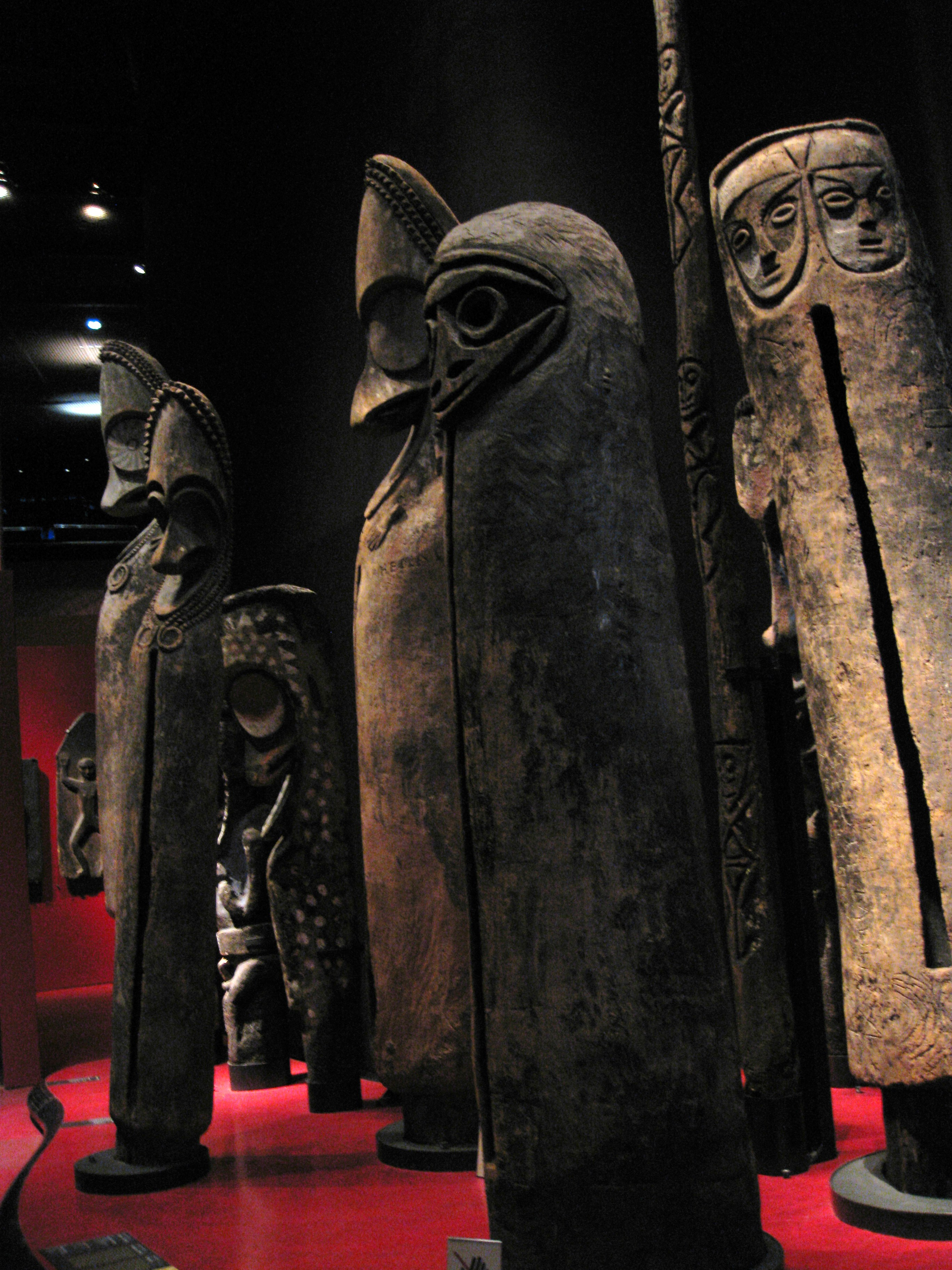
Церемониальные вырезанные из дерева барабаны. Вануату

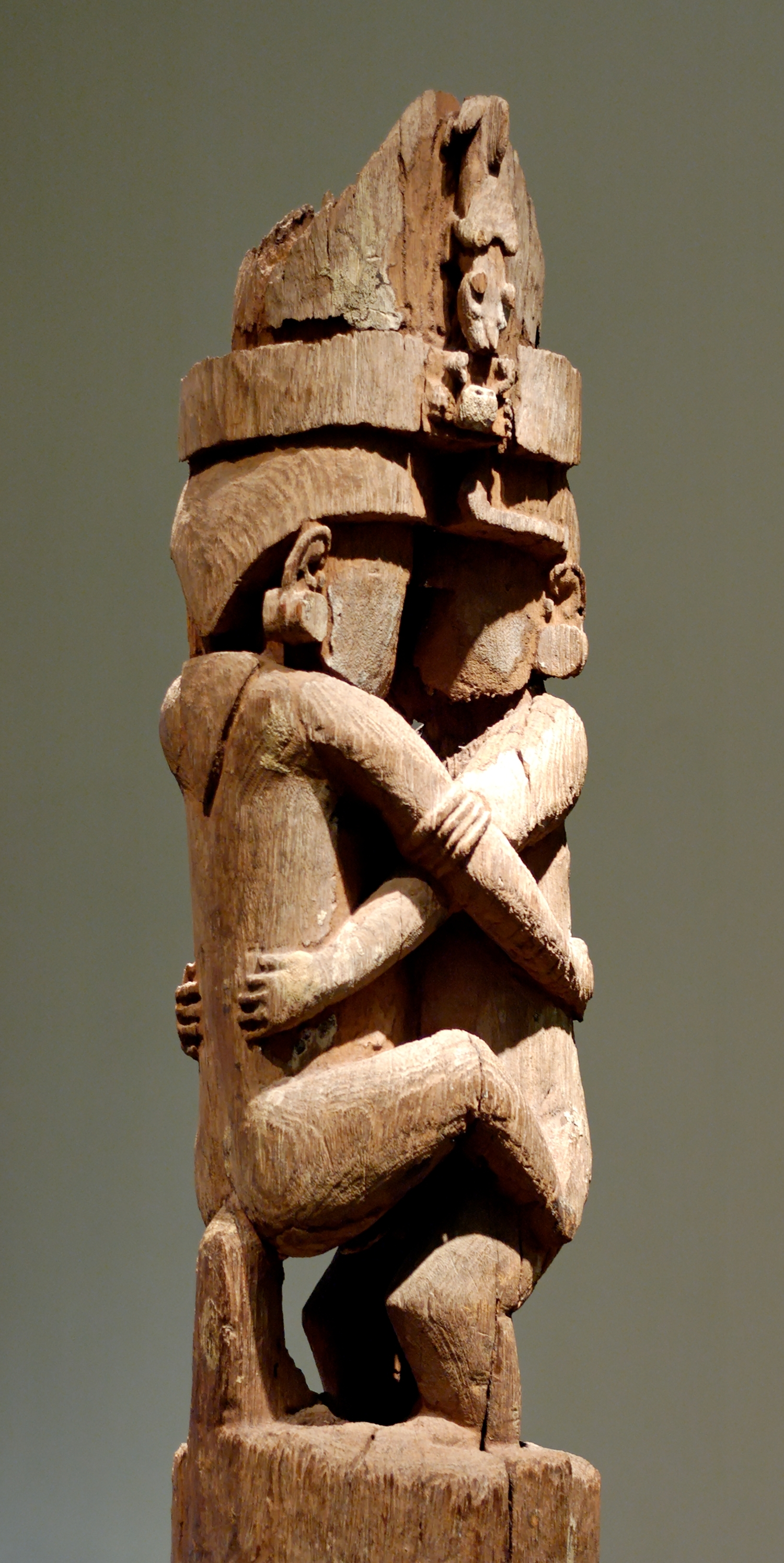
Верхушка церемониального столба. Соломоновы острова

В представлениях о предках в ряде случаев сохраняются чёткие следы тотемизма, которые присутствуют как в собственно мифологии, так и в жизни, родовой организации и генеалогии. На островах Лау (Фиджи) отдельные родовые группы велели своё происхождение от тотемных предков — от дерева «ву» (предок), от мифической курицы или белого пса, от других животных и растений. При этом такие «предки» перевоплощались в рыб, птиц или в деревья и именно в этой форме оказывали непосредственное влияние на членов «своих» коллективов, помогая или вредя им. Прямыми потомками мифических (тотемных) предков считались родоначальники кланов. На островах Лау члены одной группы-фратрии вели своё происхождение (через 9-12 поколений) от переселенцев, которых привёл с острова Вите-Льву великий воин Ндаунисаи; одновременно сохранилась и вера в общего предка (он же прародитель Ндаунисаи) — огромного змея Нденгеи, который жил на Вите-Льву. Считалось, что родоначальники кланов — великие воины, которые владеют маной, и потому к их духам обращались за помощью.
Фиджийские верования позволяют считать, что представление о предке-«духе» человека пришли на смену представлением о предке-растении, животном, птице (миф о Тапасо, который сменил в качестве родового покровителя Мберавалаки, в образе которого не было ничего человеческого).

## Эпос
С комплексом мифологических представлений о родовых предках — великих воинах связаны ранние формы героического песенного эпоса. Например героический эпос фиджийцев (острова Вануа-Леву), для которого характерно слияние исторического начала с мифологическим и подчинение мотивов племенной истории мифологическим концепциям организации социума. Эпические времена выступают как эпоха деятельности великих вождей и мифических первопредков. Сами события излагаются от лица последних, как рассказы о том, что они помнят. В пространственных описаниях отображены следы космогонических мифов. Герои-воеводы владеют магическими средствами, полученными от первопредков. Им противостоят антропоморфные сверхъестественные существа. На этом фоне племенная история, в конце концов имеющая реальные основания, предстаёт в мифологизированных формах.